# Dodonaea larraeoides
Dodonaea larraeoides är en kinesträdsväxtart som beskrevs av Porphir Kiril Nicolai Stepanowitsch Turczaninow. Dodonaea larraeoides ingår i släktet Dodonaea och familjen kinesträdsväxter. Inga underarter finns listade i Catalogue of Life.